# Raggruppamento "Cacciatori degli Appennini"
Il Raggruppamento "Cacciatori degli Appennini" fu un'unità militare antipartigiana dell'Esercito Nazionale Repubblicano attiva alla fine della seconda guerra mondiale.

## Storia
A causa della crescente attività dei partigiani nel territorio della Repubblica Sociale Italiana, a seguito di accordi intercorsi tra lo Stato Maggiore dell'Esercito, il Comando Generale della Guardia Nazionale Repubblicana e l'Alto comando delle forze armate tedesche, è stato istituito nel parmense il Raggruppamento "Cacciatori degli Appennini", guidato dal generale Enea Navarini, poi dal generale Piatti dal Pozzo, in seguito dal generale Amilcare Farina e infine dal generale Del Giudice. Già il 2 aprile il generale Archimede Mischi poteva comunicare al maresciallo Keitel di poter disporre di 10.000 uomini addestrati per attività antipartigiane. Il Raggruppamento era formato da:
- 1º Reggimento "Cacciatori degli Appennini" - comandante colonnello Bruno
  - I Battaglione "Granatieri"
  - II Battaglione Alpini "Cadore"
  - III Battaglione "Carabinieri"
- 2º Reggimento "Cacciatori degli Appennini" - comandante colonnello Auriel Languasco
- 3º Reggimento "Cacciatori degli Appennini" - comandante colonnello Zaccherini
- 4º Reggimento Cavalleria "Cavalieri di Lombardia" - comandante colonnello Pagliano
- gruppo di artiglieria.

Era in corso di creazione il terzo battaglione, composto da carabinieri. Ben presto venne formato il 3º Reggimento "Cacciatori degli Appennini", formato da due battaglioni, ma venne sciolto e i suoi soldati furono mandati a lavorare in Germania. All'inizio del settembre 1944, la C.A.R.S. fu sciolta e trasformata in un'unità militare di tipo brigata di fanteria leggera con il nome di Raggruppamento "Cacciatori degli Appennini". Comprendeva i precedenti reparti C.A.R.S.: il I Battaglione "Granatieri" e il II Battaglione Alpini "Cadore". I soldati italiani tornarono dalla Germania e due battaglioni furono ricostituiti. Inoltre furono formati due squadroni di cavalleria, una compagnia di fucilieri e la 1ª Compagnia bersaglieri "Mincio". Il colonnello Aurelio Languasco assunse il comando del reparto. Il Raggruppamento "Cacciatori degli Appennini" operava insieme ad un'altra unità antipartigiana, il Raggruppamento Anti Partigiano (R.A.P.). Le sue operazioni iniziarono nell'ottobre 1944. L'unità si rivelò efficace nella lotta contro i partigiani. Dalla fine del 1944 iniziò a pattugliare anche le coste liguri per paura del previsto sbarco di truppe alleate. A cavallo tra il 1944 e il 1945 si provvide a trasformare l'unità in una divisione (cosa che però non avvenne). A quel tempo, il colonnello A. Languasco rimase gravemente ferito in un'imboscata della guerriglia. Rientrò nel reparto nell'aprile 1945. Alla fine del mese il reparto iniziò la ritirata, raggiungendo il 4 maggio la zona Cirrea - Strambino Romano. Lì si arrese alla statunitense 34th Infantry Division.